# BBDO
Batten, Barton, Durstine y Osborn es una agencia de publicidad, nacida de la unión de BDO (Barton, Durstine y Osborn) con Batten Co. en 1928. Posee sedes en todo el mundo. Por lo general tiene grandes participaciones en los diferentes concursos de publicidad creativa que se realizan en el medio.

## Historia
George Batten en 1891, a los 38 años de edad, abrió en Nueva York la primera agencia bajo el nombre Batten Co. sin clientes y con un empleado. Con los años llegó a tener 50 empleados y a ocupar todo un piso de un edificio en Nueva York, y comienza a formar su carpeta de clientes. En 1918 Batten muere y William H. Johns se hace cargo de la empresa. Un año después Bruce Fairchild Barton y Roy Sarles Durstine forman Barton & Durstine Co. con el primero de presidente y el segundo de tesorero-secretario, pero no pasaron un par de meses para que Alex Faickney Osborn llegara a la agencia y se renombrara como Barton, Durstine & Osborn. Entre tanto captan a grandes empresas como clientes, tal como General Electric. En 1928 Batten Co. se une con Barton, Durstine & Osborn formando Batten, Barton, Durstine & Osborn.
En 1939 Barton y Durstine desertan y Osborn toma el poder de la empresa junto a Batten.
A mediados de la década de 1970, la publicista Caroline R. Jones fue nombrada vicepresidenta de la compañía, convirtiéndose en la primera mujer afrodescendiente en alcanzar ese puesto en una gran agencia de publicidad.

## BBDO en el mundo
| América | Europa y Oriente medio | Asia y Oceanía |
| --- | --- | --- |
| - Argentina - Brasil - Canadá - Chile - Colombia - Costa Rica - Ecuador - El Salvador - Estados Unidos - Guatemala - Honduras - México - Nicaragua - Panamá - Paraguay - Perú - Puerto Rico - República Dominicana - Uruguay - Venezuela | - Albania - Alemania - Arabia Saudita - Austria - Bélgica - Bosnia y Herzegovina - Bulgaria - Chipre - Croacia - Dinamarca - Egipto - Eslovenia - España - Estonia - Finlandia - Francia - Grecia - Holanda - Hungaria - Inglaterra - Irlanda - Israel - Italia - Kuwait - Letonia - Líbano - Lituania - Macedonia - Noruega - Polonia - Portugal - República Checa - República Eslovaca - Rumania - Rusia - Sudáfrica - Suecia - Suiza - Turquía - Ucrania | - Australia - China - Corea - Filipinas - Hong Kong - India - Indonesia - Japón - Malasia - Nueva Zelanda - Pakistán - Singapur - Taiwán - Tailandia |